# Days Like This
Days Like This es del vigesimotercer álbum de estudio del músico norirlandés Van Morrison, publicado por la compañía discográfica Polydor Records en junio de 1995. El álbum, que incluye un grupo heterogéneo de canciones con distintos estilos musicales, alcanzó el puesto cinco en la lista británica UK Albums Chart y fue nominado a un premio Mercury.

## Canciones
La hija de Morrison, Shana Morrison, interpretó varios duetos con su padre en «You Don't Know Me» y «I'll Never Be Free». «Ancient Highway», de nueve minutos de duración, incluye los versos: «Praying to my higher self, don't let me down» (en español: «Rezo a mi superior, no me abandones»), y es interpretada como una de las canciones en las que más se aproxima a su musa. El tema que da título al álbum, «Days Like This», se convirtió en una de las canciones de mayor éxito de Morrison, y es habitualmente interpretada en los conciertos del músico.
La mayor parte de las canciones son reflexivas y parecen haber sido compuestas durante un periodo de autoexamen. Así, «No Religion» surgió espontáneamente cuando el propio Morrison, tal y como explicó en entrevistas posteriores, se preguntó si «no estaría bien nacer y que nadie dijese que existía algo como la religión. Que no existiese y te dijeran que todo lo que tienes es esta vida y eso es todo... y no hay ni cielo ni infierno». La canción «Songwriter» relata sus propias técnicas de composición como una aplicación práctica de la inspiración del pasado. «Meloncholia» y «Underlying Depression» mantienen la misma tendencia espiritual de trabajos anteriores.

## Recepción
Days Like This se convirtió en el álbum más vendido de la carrera musical de Morrison después de The Best of Van Morrison y fue nominado a un premio Mercury. David Sinclair describió el álbum en la revista Q como «un glorioso retorno a la formalidad», mientras que Entertainment Weekly encontró el álbum «demasiado superficial para llamarlo un retorno a la forma; pero, sorprendentemente, hay una verdadera dinámica». Otros periodistas fueron menos entusiastas: Tom Moon, de Rolling Stone, escribió: «Hay momentos de genialidad seguidos de espléndidas muestras de dudoso gusto, en ocasiones dentro de la misma canción». Allmusic lo resumió como «un ejercicio de pop-R&B completamente competente aunque falto de inspiración, con Van sonando como si no le importaran las palabras que salen de su boca».

## Portada del álbum
La portada de Days Like This muestra a Morrison y a su novia Michelle Rocca paseando con dos galgos. Fue el primer álbum en veinticuatro años en el que el músico es acompañado por una mujer en la portada. La última había sido en la portada de Tupelo Honey con su exesposa Janet Planet.

## Lista de canciones
Todas las canciones escritas y compuestas por Van Morrison excepto donde se anota. 
| N.º | Título                  | Escritor(es)                        | Duración |  |
| 1.  | «Perfect Fit»           |                                     | 4:33     |  |
| 2.  | «Russian Roulette»      |                                     | 3:56     |  |
| 3.  | «Raincheck»             |                                     | 5:53     |  |
| 4.  | «You Don't Know Me»     | Eddy Arnold, Cindy Walker           | 4:32     |  |
| 5.  | «No Religion»           |                                     | 5:14     |  |
| 6.  | «Underlying Depression» |                                     | 4:35     |  |
| 7.  | «Songwriter»            |                                     | 2:50     |  |
| 8.  | «Days Like This»        |                                     | 3:13     |  |
| 9.  | «I'll Never Be Free»    | Bennie Benjamin, George David Weiss | 3:37     |  |
| 10. | «Melancholia»           |                                     | 3:56     |  |
| 11. | «Ancient Highway»       |                                     | 8:53     |  |
| 12. | «In the Afternoon»      |                                     | 6:21     |  |

## Personal
- Van Morrison: guitarra acústica, guitarra eléctrica, armónica, saxofón alto, órgano Hammond y voz.
- Liam Bradley: batería
- Phil Coulter: piano
- Geoff Dunn: batería y pandereta
- Noel Eccles: batería
- Pee Wee Ellis: saxofón tenor y saxofón barítono.
- Leo Green: saxofón tenor
- Matthew Holland: trompeta y fliscorno.
- James Huntsman: guitarra eléctrica y coros.
- Ronnie Johnson: guitarra eléctrica
- Brian Kennedy: coros
- Teena Lyle: piano, vibráfono, congas y coros.
- Foggy Lyttle: guitarra eléctrica
- Arty McGlynn: guitarra acústica
- James McMillan: trompeta y fliscorno.
- Shana Morrison: coros
- Jonn Savannah: órgano Hammond
- Nicky Scott: bajo
- Kate St. John: saxofón alto y oboe.

## Posición en listas
| País           | Lista                    | Posición |
| -------------- | ------------------------ | -------- |
| Alemania       | Media Control Charts     | 49       |
| Australia      | ARIA Albums Chart        | 16       |
| Estados Unidos | Billboard 200            | 33       |
| Noruega        | Norwegian Albums Chart   | 7        |
| Nueva Zelanda  | New Zealand Music Charts | 8        |
| Países Bajos   | Mega Albums Top 100      | 33       |
| Reino Unido    | UK Albums Chart          | 5        |
| Suecia         | Swedish Albums Chart     | 8        |

| Sencillo         | País        | Lista            | Posición |
| ---------------- | ----------- | ---------------- | -------- |
| «Days Like This» | Reino Unido | UK Singles Chart | 65       |
| «No Religion»    | Reino Unido | UK Singles Chart | 54       |

## Certificaciones
| Fecha               | País           | Organismo certificador | Certificación | Ventas certificadas |
| ------------------- | -------------- | ---------------------- | ------------- | ------------------- |
| 1 de agosto de 1995 | Reino Unido    | BPI                    | Oro           | 100 000             |
| 5 de abril de 2002  | Estados Unidos | RIAA                   | Oro           | 500 000             |